# Gone (película de 2007)
Gone, también conocida como Viaje a lo inesperado en castellano, es un thriller británico de 2007, dirigido por Ringan Ledwidge, y con la participación de Scott Mechlowicz, Amelia Warner, y Shaun Evans. Producida por Universal Pictures, Australian Film Finance Corporation (AFFC), StudioCanal, WT2 Productions, y Working Title Films.

## Sinopsis
Un thriller psicológico sobre una joven pareja británica, que viajando a través del campo australiano se ve envuelta con un misterioso y carismático americano, cuyos motivos para imponer su amistad a la joven pareja se vuelven cada vez más sospechosos y siniestros.

## Reparto
| Actor               | Papel           |
| ------------------- | --------------- |
| Scott Mechlowicz    | Taylor          |
| Amelia Warner       | Sophie          |
| Shaun Evans         | Alex            |
| Yvonne Strzechowski | Sondra          |
| Victoria Thaine     | Lena            |
| Jessica Lemon       | Teenage Cashier |
| Zoe Tuckwell-Smith  | Ingrid          |

## Recepción de la crítica
Gone tiene un índice de audiencia de 55% fresco en Rotten Tomatoes, basado en 11 críticas.